# Cryptosporidium
Cryptosporidium – rodzaj protistów zaliczanych do apikompleksów, będących pasożytami wewnątrzkomórkowymi wywołującymi kryptosporydiozę niektórych gatunków zwierząt (w tym człowieka). Ich mitochondria nie zawierają DNA.

## Systematyka
Gatunki z rodzaju Cryptosporidium:
- Cryptosporidium andersoni
- Cryptosporidium baileyi
- Cryptosporidium bovis
- Cryptosporidium canis
- Cryptosporidium fayeri
- Cryptosporidium felis
- Cryptosporidium fragile
- Cryptosporidium galli
- Cryptosporidium hominis
- Cryptosporidium macropodum
- Cryptosporidium meleagridis
- Cryptosporidium molnari
- Cryptosporidium muris
- Cryptosporidium parvum
- Cryptosporidium ryanae
- Cryptosporidium scophthalmi
- Cryptosporidium serpentis
- Cryptosporidium suis
- Cryptosporidium varanii
- Cryptosporidium wrairi

Zakażenia u ludzi powodowane są głównie przez C. hominis i C. parvum, ale opisano także zakażenia przez C. felis (typowy gospodarz: kot), C. meleagridis (indyk), C. canis (pies) i C. muris (mysz).